# Neudeflat
De Neudeflat is een flatgebouw aan de Vinkenburgstraat (Neude) in de Nederlandse stad Utrecht. De toren is ontworpen door architect H.A. Maaskant, gebouwd door Wildschut's bouwbedrijf N.V., en werd opgeleverd in 1961.
Het gebouw is een voorbeeld van de nieuwe zakelijkheid die Utrecht ook Hoog Catharijne en de demping van een deel van de singels opgeleverd heeft. Met een hoogte van 62 meter en zestien verdiepingen was het destijds de hoogste kantoortoren van Nederland. De toren werd in de beginjaren onder meer Drakenburgh genoemd, een verwijzing naar het naastgelegen middeleeuwse stadskasteel Drakenburg. Omdat dit verwarring schiep werd het gebouw in 1963 herdoopt tot Neudeflat.
Het torengebouw is niet onderheid omdat naastgelegen bouwwerken zoals het voormalig Hoofdpostkantoor daarmee dreigden in te storten. Met behulp van grondverdichting en een grote betonnen funderingsplaat werd de basis gelegd voor de toren. Door middel van glijbekisting verrees de toren met zijn kern uit gewapend beton vervolgens in circa twee weken tijd op hoogte. De gevels bestaan deels uit natuursteen met een vliesgevel van metaal en glas. Aan de buitenzijde van de toren bevinden zich betonnen poten.
In de loop der decennia bleef een zekere weerstand tegen de toren bestaan en werd meermaals gepleit voor sloop. In 2017 werd het gebouw aangewezen als gemeentelijk monument.

## Neudeflat na 2010
De Neudeflat had een kantoorfunctie waarin de gemeente Utrecht centrale diensten gehuisvest heeft. In 2014 toen het nieuwe Stadskantoor werd opgeleverd kwam de flat leeg te staan. In de ruimte op de begane grond is een openbare fietsenstalling gevestigd. In het verkiezingsprogramma 2010 pleitte de Utrechtse afdeling van het CDA al voor sloop, terwijl de Utrechtse afdeling van de Jonge Socialisten wil dat er studenten in de leegstaande flat gaan wonen. Ook een hotel in de bovenste etages, cultuur- en horecavoorzieningen en appartementen werden als mogelijkheden genoemd. In september 2015 werd bekend dat de flat vanaf de tweede verdieping wordt omgebouwd tot appartementen. De verbouwde flat werd in 2017 opgeleverd.

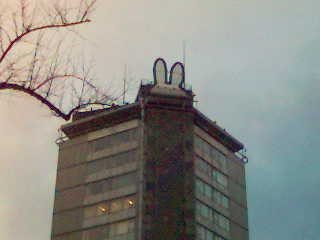
De Neudeflat werd in 2006 versierd met Nijntje-oren ter ere van de opening van het Dick Bruna huis van het Centraal Museum